# Patriarchální exarchát v Istanbulu
Patriarchální exarchát v Istanbulu je exarchát melchitské řeckokatolické církve nacházející se v Turecku.

## Území
Exarchát zahrnuje všechny věřící melchitské řeckokatolické církve nacházející se v Turecku.

## Historie
Exarchát byl zřízen roku 1946 patriarchou Cyrilem IX. Moghabghabem.

## Seznam patriarchálních exarchů
- Maximos Mardelli (1946–1955)
  - Louis-Armel Pelâtre, A.A. (1996–2016) (patriarchální administrátor)
  - Rubén Tierrablanca Gonzalez, O.F.M. (od 2016) (patriarchální administrátor)